# 浅野靖典
浅野 靖典（あさの やすのり、1969年8月1日 - ）は、エス・オー・プロモーション所属のスポーツライター・競馬キャスター・競馬史研究家である。
千葉県出身。身長は175cm、星座はしし座、血液型はB型。趣味は旅、公営競技観戦など。総合旅行業務取扱管理者資格を持っている。

## 概要
主に競馬関連の番組やイベントで、司会やナレーションなどを中心に活動。競走馬のセリ市の進行役なども務める。また、日本中央競馬会（JRA）オフィシャルサイトの「今週の注目レース」のページで、データ分析の記事を執筆している。
全国の競馬関連施設や過去にあった競馬場巡り、競馬史研究などをライフワークとしており、2006年から浅野がレポーターを担当して放送されているグリーンチャンネルの『競馬ワンダラー』シリーズは2023年9月現在で正編3部・新編各4部の7シリーズ(その他単発特別編4作品)が制作されている。2023年10月よりグリーンチャンネルにて『新・競馬ワンダラー5』が放送された。

## エピソード
- 競馬ライターの須田鷹雄からは「浅野さん@怪しい笑顔」と呼ばれている。
- JR全線に乗車済み。
- 南海ホークス時代からのホークスファンでもある。
- 元ナムコ社員。
- この世で一番嫌いな乗り物はタクシー。二番目は戦車。（競馬ワンダラー2 第6回番組内で本人談）

## 出演

### テレビ

#### グリーンチャンネル
- 中央競馬中継WEST（グリーンチャンネル）
- 『競馬ワンダラーシリーズ』
  - 正編全3部+特別番組2編（Odds On TV! ダートチャンネル）
  - 新編全4部+特別番組2編（月曜馬劇場）
- グリーンチャンネル地方競馬中継（日曜版解説）※不定期出演（主に高知競馬場）
- アタック!地方競馬（コメンテーター）※不定期出演
- 浅野靖典の旅うま！（月曜馬劇場）
- 日本漫遊ウインズの旅

　（2019年現在に存在するほぼすべてのWINSを巡る旅番組）

#### その他
- クリック!地方ケイバ〜地方競馬探検隊〜（WebTV、スカパー!など）

### インターネット番組
- クリック!地方ケイバ〜地方競馬探検隊〜（WebTV、スカパー!など）
- 浅野靖典の旅うま！（NAR公式チャンネル・製作グリーンチャンネル）

(NAR公式チャンネルまたは地方競馬各公式チャンネルにて解説や予想などを行っている)

## 著書
- 『廃競馬場巡礼』（2006年 東邦出版 ISBN 4809405176）

## 関連記事
- 種村直樹 - ファンクラブに在籍